# دینگی بادبانی

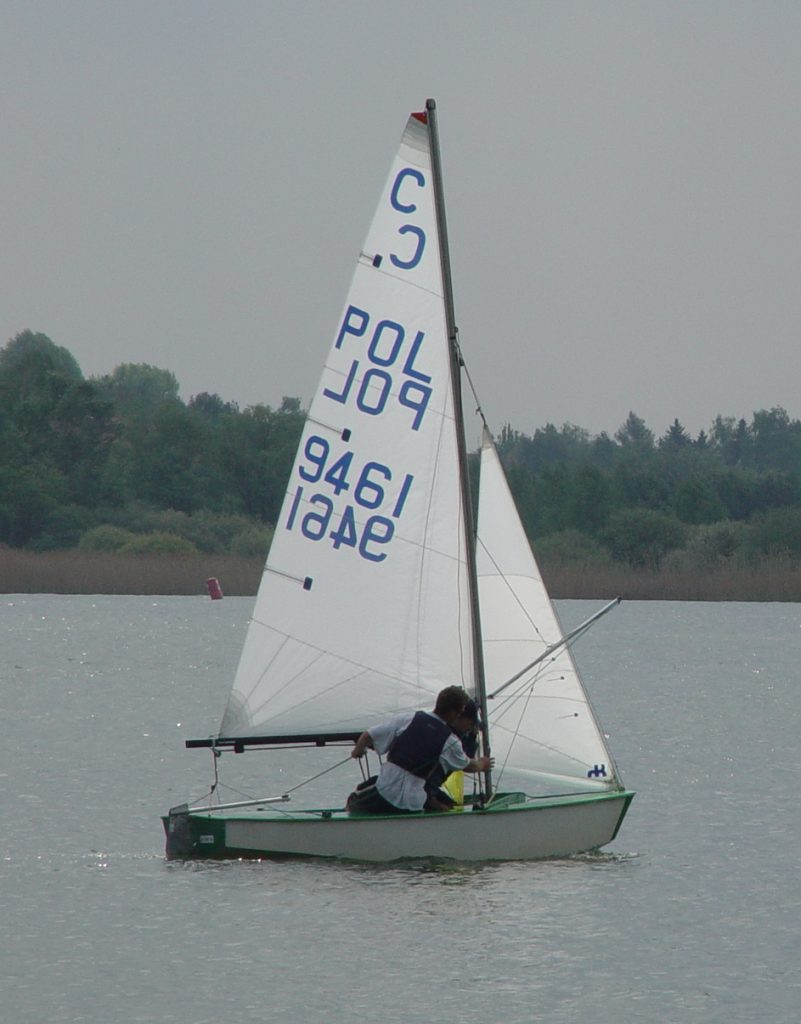
دینگی بادبانی

دینگی بادبانی نوعی دینگی یا قایق بادبانی کوچک و بدون کابین است. بادبان‌بندی دینگی معمولاً به صورت اسلوپ است؛ یعنی یک بادبان اصلی و یک بادبان سینه (جیب) دارد که هردو به یک دکل وصل شده‌اند.